# Albert III. von Stauffenberg
Albert III. von Stauffenberg († 10. Juli 1421) war 38. Bischof von Regensburg und Fürstbischof des Hochstiftes Regensburg von 1409 bis 1421.
Bischof Albert III. von Stauffenberg sah den durch das Konzil von Pisa gewählten Papst Alexander V. beziehungsweise dessen 1409 gewählten Nachfolger Johannes XXIII. für das rechtmäßige Oberhaupt der Kirche an. Er holte sich nach seiner Wahl folglich auch seine Anerkennung bei Alexander V., dennoch musste er den von König Ruprecht favorisierten Papst Gregor XII. anerkennen. Um 1410 ließ er den Domkreuzgang im Regensburger Dom umbauen. Albert III. steht für eine sparsame Hofhaltung, es gelang Schulden abzutragen und verlorene Besitzungen für das Hochstift zurückzuerwerben. In der Fehde zwischen den beiden bayerischen Herzögen Heinrich von Landshut und Ludwig von Ingolstadt hielt er zu Landshut in der Hoffnung auf Gebietsgewinne für das Hochstift durch die Herrschaft Hohenburg im Nordgau. Der mit Ludwig verbündete Ritterbund verwüstete 1416 das Land.